# Јован Гец
Јован Гец (Пирот, 22. јули 1893. или 3. јануар 1894 — Београд, 9. јануар 1962) био је српски глумац, режисер и драмски писац. Био је ожењен глумицом Милом Гец.

## Биографија
Јован Гец је рођен у Пироту, где је завршио основну школу. Шест разреда гимназије завршио је у неколико места у Србији где му је отац Фрања, који био је ветеринар, службовао. Кратко је радио у апотеци да би изучио за апотекарског помоћника. Глумачку каријеру почео је у Скопљу 9. децембра 1909. године с путујућом позоришном дружином Љубомира Рајичића Чврге. За кратко време, променио је неколико путујућих позоришта, да би 1912/13. био члан позоришне дружине Тоша Јовановић.
Учествовао је у Првом светском рату, био двапут рањен, па заробљен и одведен у Ашах у заробљенички логор, где је наступао у логорском позоришту. Побегавши из логора, извесно време живео је у Бечу. После Првог светског рата био је глумац у разним позориштима: Српско народно позориште у Новом Саду, позориште у Сарајеву, позориште у Сплиту, позориште у Загребу, позориште на Цетињу, позориште у Скопљу, Народно позориште у Београду. Повремено се бавио и режијом. Током рата је учествовао у „Централи за хумор”. Пензионисан је 31. децембра 1950. године.
У Првом светском рату и између два рата одликован је Златном медаљом Милоша Обилића за храброст, Орденом Југословенске круне IV реда и Орденом Светог Саве IV реда, а после Другог светског рата Орденом рада II реда.
Писао је и драмске текстове. Прву драму Стаза написао је 1923. године. Са Владом Мијушковићем написао је комедију Моји ђетићи, која је извођена 1939. године. На сцени су му извођени још и Црни и бели Цигани, Деда на продају, Бесни Теофило, Казанова, На силу ћерка, Маскота, Чукур-чесма и други комади.

## Филмографија
|                   | 1940 ▼ | 1950 ▼ | 1960 ▼ | Укупно |
| ----------------- | ------ | ------ | ------ | ------ |
| Дугометражни филм | 1      | 10     | 5      | 16     |
| ТВ филм           | 0      | 1      | 1      | 2      |
| ТВ серија         | 0      | 0      | 1      | 1      |
| Укупно            | 1      | 11     | 7      | 19     |

| Год.       | Назив                   | Улога                     |
| ---------- | ----------------------- | ------------------------- |
| 1940-е ▲   |                         |                           |
| 1948.      | Бесмртна младост        | Верин отац                |
| 1950-е ▲   |                         |                           |
| 1954.      | Стојан Мутикаша         | Стојан Мутикаша           |
| 1955.      | Јубилеј господина Икла  | просјак                   |
| 1955.      | Шолаја                  | трговац                   |
| 1955.      | Ханка                   | продавац накита на Базару |
| 1956.      | Зле паре                | капетан Митар             |
| 1957.      | Поп Ћира и поп Спира    | поп Спира                 |
| 1958.      | Четири километра на сат | шеф полиције              |
| 1958.      | Госпођа министарка      | ујка Васа                 |
| 1958.      |                         | Капитано Димитри          |
| 1959.      | Лажа и Паралажа         |                           |
| 1959.      | Бели ђаво               | Ибрам Беј                 |
| 1960-е ▲   |                         |                           |
| 1960.      | Велики подухват         |                           |
| 1960.      | Боље је умети           | Сјор Дује                 |
| 1959-1960. | Сервисна станица        | чика Аврам                |
| 1961.      | Нема малих богова       | Аврам                     |
| 1961.      | Дан четрнаести          | рецепционер               |
| 1961.      | Не убиј                 | генерал у затвору         |
| 1961.      | Срећа у торби           | Аврам                     |